# Otry
Otry (deutsch Groß Ottern, 1928 bis 1945 Ottern) ist ein Dorf in der polnischen Woiwodschaft Ermland-Masuren. Es gehört zur Landgemeinde Kolno im Powiat Olsztyński.

## Geographische Lage
Otry liegt in der nördlichen Mitte der Woiwodschaft Ermland-Masuren, zwölf Kilometer südwestlich der ehemaligen Kreisstadt Reszel (Rößel) bzw. 43 Kilometer nordöstlich der heutigen Kreisstadt Olsztyn (Allenstein).

## Geschichte
Das bis 1928 Groß Ottern genannte kleine Dorf bestand ursprünglich aus mehreren kleinen Gehöften. Im Jahre 1874 wurde es in den neu errichteten Amtsbezirk Kabienen (polnisch Kabiny) eingegliedert, der zum Kreis Rößel im Regierungsbezirk Königsberg in der preußischen Provinz Ostpreußen gehörte. In Kabienen war von 1874 bis 1905 auch das zuständige Standesamt, das dann allerdings nach Groß Köllen (polnisch Kolno) verlegt wurde.
Im Jahre 1820 zählte Groß Ottern 74, 1885 schon 180, 1905 nur 135 und 1910 noch 140 Einwohner. 
Aufgrund der Bestimmungen des Versailler Vertrags stimmte die Bevölkerung im Abstimmungsgebiet Allenstein, zu dem Groß Ottern gehörte, am 11. Juli 1920 über die weitere staatliche Zugehörigkeit zu Ostpreußen (und damit zu Deutschland) oder den Anschluss an Polen ab. In Groß Ottern stimmten 100 Einwohner für den Verbleib bei Ostpreußen, auf Polen entfielen keine Stimmen.
Am 30. September 1928 wurde der Gutsbezirk Klein Ottern (polnisch Oterki) in die Landgemeinde Groß Ottern eingemeindet, die seither bis 1945 den Namen „Ottern“ (ohne Zusatz) führte.
In Kriegsfolge wurde  (Groß) Ottern 1945 mit dem gesamten südlichen Ostpreußen an Polen überstellt und erhielt die polnische Namensform „Otry“. Es gehört heute zum Verbund der Landgemeinde Kolno (Groß Köllen) im Powiat Olsztyński (Kreis Allenstein), bis 1998 der Woiwodschaft Olsztyn, seither der Woiwodschaft Ermland-Masuren zugehörig.

## Kirche
Bis 1945 war (Groß) Ottern in die evangelische Kirche Warpuhnen in der Kirchenprovinz Ostpreußen der Kirche der Altpreußischen Union sowie in die katholische Kirche in Groß Köllen im damaligen Bistum Ermland eingepfarrt.
Heute gehört Otry evangelischerseits weiterhin zur Kirche Warpuny, die nun allerdings von der Pfarrei Sorkwity in der Diözese Masuren der Evangelisch-Augsburgischen Kirche in Polen betreut wird. Katholischerseits besteht nach wie vor der Bezug zur Pfarrei in Kolno, die jetzt jedoch dem Erzbistum Ermland in der polnischen katholischen Kirche zugeordnet ist.

## Verkehr
Otry liegt an einer Nebenstraße, die die beiden Woiwodschaftsstraßen 596 und 590 (einstige deutsche Reichsstraße 141) miteinander verbindet. Ein Anschluss an den Schienenverkehr besteht nicht.